# Keraniganj
Keraniganj (en bengali : কেরানীগঞ্জ) est une upazila du Bangladesh dans le district de Dhaka. En 2015, on y dénombrait 830 174 habitants.